# Ливонская хроника
«Ливонская хроника» (лат. Chronicon Livoniae) — труд, составленный членом Ливонского ордена Германом Вартбергским около 1372 года. Хроника в основном описывает Ливонские крестовые походы и войны Ливонского ордена с Великим княжеством Литовским и предназначалась для чтения рыцарским братством, но могла использоваться и католическим духовенством. До него уже было написано несколько ливонских хроник по истории Ливонии, на которых во многом основан текст Германа Вартбергского. Изначально хроника была написана латынью, а после переведена на немецкий (нем. Die livlandische Chronik Hermann’s von Wartberge. Aus dem Lateinischen übersetzt von Ernst Strehlke. Берлин, Ревель, 1864).